# Tschokoliwskyj-Boulevard
Der Tschokoliwskyj-Boulevard (ukrainisch Чоколівський бульвар, wiss. Transliteration Čokolivsʹkyj bulʹvar, russisch Чоколовский бульвар) ist ein Boulevard in der ukrainischen Hauptstadt Kiew im Rajon Solomjanka.
Der Boulevard führt vom Sewastopoler Platz am Prospekt der Luftstreitkräfte über den Platz der Kosmonauten bis zur Brücke am Haltepunkt Karawajewi Datschi. Als Teil des Kleinen Ringes hat er eine große verkehrliche Bedeutung für Kiew. Der Boulevard verbindet die Neubaugebiete im Norden und Westen der Stadt mit dem Flughafen Kiew-Schuljany und dem Bahnhof Kyjiw-Passaschyrskyj und dient als Zubringer für die Südbrücke über den Dnepr.
Der Boulevard entstand Ende der 1920er / Anfang der 1930er Jahre. Ab 1931 nach dem russischen Revolutionsführer Wladimir Iljitsch Lenin benannt, führte er ursprünglich nur vom Sewastopoler Platz bis zum heutigen Platz der Kosmonauten. Die Verlängerung bis zum Haltepunkt Karawajewi Datschi erfolgte Anfang der 1950er Jahre. Seinen heutigen Namen erhielt er 1993 nach dem Kiewer Ortsteil Tschokoliwska, dessen Namen wiederum auf den Geschäftsmann und Mäzen Nikolai Iwanowitsch Tschokolow zurückgeht.
Trotz des Namens handelt es sich nicht um einen Boulevard im eigentlichen Sinne, es fehlt der begrünte Mittelstreifen. Aufgrund des hohen Verkehrsaufkommens wurde der Boulevard zu einer mehrspurigen Schnellstraße ausgebaut.
Entlang des Boulevards befinden sich fast ausschließlich Wohngebäude, die zwischen den 1930er bis 1950er Jahren erbaut wurden. Historisch bedeutsame Gebäude fehlen.